# أثاناسيا تسوميليكا
أثاناسيا تسوميليكا (باليونانية: Αθανασία Τσουμελέκα)‏ هي متسابقة مشي يونانية ولدت في يوم 2 يناير 1982، أبرز إنجازاتها هو فوزها بالميدالية الذهبية في دورة الألعاب الأولمبية الصيفية 2004 في أثينا عاصمة اليونان في سباق المشي 20 كلم.

## روابط خارجية
- أثاناسيا تسوميليكا على موقع الاتحاد الدولي لألعاب القوى (الإنجليزية)
- أثاناسيا تسوميليكا على موقع اللجنة الأولمبية الدولية (الإنجليزية)
- أثاناسيا تسوميليكا على موقع أوليمبيديا (الإنجليزية)